# Nakano Sun Plaza
 (février 2018).
Si vous disposez d'ouvrages ou d'articles de référence ou si vous connaissez des sites web de qualité traitant du thème abordé ici, merci de compléter l'article en donnant les références utiles à sa vérifiabilité et en les liant à la section « Notes et références ».
Nakano Sun Plaza (中野サンプラザ Nakano San Puraza) est un hôtel situé à Nakano. 
Le bâtiment abrite la salle de concert du même nom.
Érigée en 1973, cette salle de  concert peut accueillir 2,222 spectateurs.